# Дифференциальное исчисление над коммутативными алгебрами
Дифференциальное исчисление над коммутативными алгебрами — раздел коммутативной алгебры, возникший в семидесятых годах прошлого века.

## Скалярные операторы
Пусть {\displaystyle \Bbbk } — поле, {\displaystyle A} — алгебра над полем {\displaystyle \Bbbk }, коммутативная и с единицей и {\displaystyle \Delta \colon A\to A} — {\displaystyle \Bbbk }-линейное отображение, {\displaystyle \Delta \in \mathrm {Hom} _{\Bbbk }(A,A)}. Всякий   элемент алгебры {\displaystyle a\in A} можно понимать как оператор умножения: {\displaystyle a(b)=ab,\ b\in A}.
Операторы {\displaystyle a} и {\displaystyle \Delta }, вообще говоря, не коммутируют и равенство {\displaystyle a\circ \Delta -\Delta \circ a=[a,\Delta ]=0} будет выполняться в том и только том случае, когда 
{\displaystyle \Delta } — {\displaystyle A}-гомоморфизм.
Определение 1. {\displaystyle \Delta \in \mathrm {Hom} _{\Bbbk }(A,A)} называется дифференциальным оператором (ДО) порядка {\displaystyle \leq n} из {\displaystyle A} в {\displaystyle A}, если для любых {\displaystyle a_{0},\dots ,a_{n}\in A}
{\displaystyle [a_{n},[a_{n-1},[\ldots [a_{0},\Delta ]\ldots ]]]=0.}
Множество всех ДО порядка {\displaystyle \leq n} из {\displaystyle A} в {\displaystyle A} обозначается {\displaystyle \mathrm {Diff} _{n}A}. Сумма двух ДО порядка {\displaystyle \leq n} будет снова ДО порядка {\displaystyle \leq n} и множество
{\displaystyle \mathrm {Diff} _{n}A} устойчиво относительно как левого, так и правого умножения на элементы алгебры {\displaystyle A}, поэтому оно снабжается естественной структурой бимодуля над {\displaystyle A}.

### Дифференцирования
Точками алгебры {\displaystyle A} называются {\displaystyle \Bbbk }-гомоморфизмы из {\displaystyle A} в {\displaystyle \Bbbk }. Обозначим множество всех точек алгебры {\displaystyle A}, снабженное топологией Зарисского, через {\displaystyle \vert A\vert }. Элементы алгебры {\displaystyle A} можно понимать как функции на пространстве {\displaystyle \vert A\vert }, положив {\displaystyle a(z)=z(a),\ z\in \vert A\vert }.
Определение 2. Отображение {\displaystyle \Delta _{z}\colon A\to \Bbbk }  называется  касательным вектором к пространству {\displaystyle \vert A\vert } в~точке {\displaystyle z\in \vert A\vert }, если оно удовлетворяет правилу Лейбница в этой точке: 
{\displaystyle \Delta _{z}(fg)=f(z)\Delta _{z}(g)+g(z)\Delta _{z}(f),\quad f,g\in A.}
Множество {\displaystyle T_{z}\vert A\vert } всех касательных векторов в~точке {\displaystyle z\in \vert A\vert } обладает естественной структурой векторного пространства над {\displaystyle \Bbbk }. Оно 
называется касательным пространством пространства {\displaystyle \vert A\vert } в точке {\displaystyle z}.
Определение 3. Отображение {\displaystyle \Delta \colon A\to A} называется дифференцированием алгебры {\displaystyle A} со значениями в {\displaystyle A}, если оно удовлетворяет правилу Лейбница:
{\displaystyle \Delta (fg)=f\Delta (g)+g\Delta (f),\quad f,g\in A.}
Множество {\displaystyle D(A)} всех дифференцирований алгебры {\displaystyle A} со значениями в {\displaystyle A} обладает естественной структурой левого {\displaystyle A}-модуля. (Правое умножение не сохраняет это множество.) Всякое дифференцирование {\displaystyle \Delta } определяет семейство касательных векторов {\displaystyle \Delta _{z}} для всех точек {\displaystyle z\in \vert A\vert }: {\displaystyle \Delta _{z}(f)=(\Delta (f))(z)}.
Дифференцирования, естественно, являются ДО порядка {\displaystyle \leq 1}: 
{\displaystyle D(A)=\{\Delta \in \mathrm {Diff} _{1}A\ \vert \ \Delta (k)=0\ \forall k\in \Bbbk \}}.
Определен естественный изоморфизм левых {\displaystyle A}-модулей
{\displaystyle \mathrm {Diff} _{1}A=D(A)+A.}

### Гладкие функции
Если {\displaystyle A=C^{\infty }(M)} — алгебра гладких функций на многообразии {\displaystyle M}, то {\displaystyle \vert C^{\infty }(M)\vert } естественным образом наделяется структурой гладкого 
многообразия и оказывается, что  {\displaystyle \vert C^{\infty }(M)\vert =M}.
Теорема. Пусть {\displaystyle \Delta \in \mathrm {Diff} _{l}A,\ \nabla \in \mathrm {D} (A)} и {\displaystyle x_{1},\dots ,x_{n}} — система локальных координат в некоторой окрестности {\displaystyle U\subset M}. Тогда 
ограничения {\displaystyle \Delta } и {\displaystyle \nabla } на {\displaystyle U} могут быть записаны в следующем виде
{\displaystyle \nabla {\big |}_{U}=\sum _{i=0}^{n}\alpha _{i}{\dfrac {\partial }{\partial x_{i}}},\quad \alpha _{i}\in C^{\infty }(U)}
{\displaystyle \Delta {\big |}_{U}=\sum _{|\sigma |=0}^{l}\alpha _{\sigma }{\dfrac {\partial ^{|\sigma |}}{\partial x^{\sigma }}},\quad \alpha _{\sigma }\in C^{\infty }(U)}
Иными словами, для алгебры гладких функций на М "алгебраическое" определение ДО совпадает с классическим, а дифференцирования алгебры {\displaystyle C^{\infty }(M)} — это векторные поля на {\displaystyle M}.

## Общий случай
Пусть {\displaystyle P,\ Q} — модули над {\displaystyle A}. Определения 1 и 3 без изменений переносятся на этот случай:
Определение 4. {\displaystyle \Bbbk }-гомоморфизм {\displaystyle \Delta \colon Q\to P} называется  линейным дифференциальным оператором порядка {\displaystyle \leq n} из {\displaystyle Q} в~{\displaystyle P}, если для любых {\displaystyle a_{0},\dots ,a_{n}\in A}
{\displaystyle [a_{n},[a_{n-1},[\ldots [a_{0},\Delta ]\ldots ]]]=0}
Определение 5. Отображение {\displaystyle \Delta \colon A\to A} называется  дифференцированием алгебры {\displaystyle A} со значениями в {\displaystyle P}, если оно
удовлетворяет правилу Лейбница:
{\displaystyle \Delta (fg)=f\Delta (g)+g\Delta (f),\quad f,g\in A.}
Множество {\displaystyle \mathrm {Diff} _{n}(P,Q)} всех ДО порядка {\displaystyle \leq n} из {\displaystyle Q} в {\displaystyle P} является бимодулем над {\displaystyle A}, а множество {\displaystyle \mathrm {D} (P)} всех дифференцирований {\displaystyle A} в {\displaystyle P} — левым {\displaystyle A}-модулем.

Если {\displaystyle A=C^{\infty }(M)} — алгебра гладких функций на многообразии {\displaystyle M}, то проективные конечнопорождённые  {\displaystyle A}-модули есть не что иное, как модули сечений конечномерных векторных расслоений над {\displaystyle M}. В этом случае  определение 4 описывает ДО на векторнозначных функциях, переводящие их в векторнозначные функции, а определение 5 — векторнозначные векторные поля.

## Представляющие объекты и геометризация
Функторы {\displaystyle \mathrm {Diff} _{n}(P,\quad )} и {\displaystyle \mathrm {D} =\mathrm {D} (\quad )} представимы:
Теорема.  1. Существуют единственные {\displaystyle A}-модуль {\displaystyle \Lambda } и дифференцирование {\displaystyle d\colon A\to \Lambda }, такие, что для любого {\displaystyle A}-модуля {\displaystyle Q} имеет место естественный изоморфизм 
{\displaystyle \mathrm {D} (Q)=\mathrm {Hom} _{A}(\Lambda ,Q),\quad \mathrm {Hom} _{A}(\Lambda ,Q)\ni h\leftrightarrow h\circ d\in \mathrm {D} (Q).}
2. Существуют единственные {\displaystyle A}-модуль  {\displaystyle {\mathcal {J}}^{n}(P)} и ДО {\displaystyle j_{n}\colon P\to {\mathcal {J}}^{n}(P)} порядка {\displaystyle \leq n}, такие, что для любого {\displaystyle A}-модуля {\displaystyle Q} имеет место естественный изоморфизм
{\displaystyle \mathrm {Diff} _{n}(P,Q)=\mathrm {Hom} _{A}({\mathcal {J}}^{n}(P),Q),\quad \mathrm {Hom} _{A}({\mathcal {J}}^{n}(P),Q)\ni h\leftrightarrow h\circ j_{n}\in \mathrm {Diff} _{n}(P,Q).}
Дифференцирование {\displaystyle d} и ДО {\displaystyle j_{n}} называются универсальным дифференцированием и универсальным ДО порядка {\displaystyle \leq n} соответственно, а модули {\displaystyle \Lambda } и {\displaystyle {\mathcal {J}}^{n}(P)} — модулем дифференциальных форм первого порядка и модулем джетов порядка {\displaystyle n}. (Иногда вместо термина "джет" употребляют термин "струя".)
Модули {\displaystyle {\mathcal {J}}^{n}(P)} и {\displaystyle \Lambda } довольно просто описываются "на пальцах". Именно, {\displaystyle A}-модуль {\displaystyle {\mathcal {J}}^{n}(P)} порожден всевозможными элементами вида {\displaystyle j_{n}(p),\ p\in P}, для которых выполнены следующие соотношения:
{\displaystyle j_{n}(kp)=kj_{n}(p)\ \forall k\in \Bbbk ,\ p\in P},
{\displaystyle {\big (}[a_{n},[a_{n-1},[\ldots [a_{0},j_{n}]\ldots ]]]{\big )}(p)=0\ \forall p\in P,\ a_{0},\dots ,a_{n}\in A},
где {\displaystyle {\big (}[a_{0},j_{n}]{\big )}(p)=a_{0}j_{n}(p)-j_{n}(a_{0}p),\quad {\big (}[a_{1}[a_{0},j_{n}]]{\big )}(p)=a_{1}a_{0}j_{n}(p)-a_{1}j_{n}(a_{0}p)-a_{0}j_{n}(a_{1}p)+j_{n}(a_{1}a_{0}p)}, и так далее.
Аналогично, {\displaystyle A}-модуль {\displaystyle \Lambda } порожден всевозможными элементами вида {\displaystyle da,\ a\in A}, для которых выполнены следующие соотношения:
{\displaystyle d(ka)=kda\ \forall k\in \Bbbk ,\ a\in A},
{\displaystyle d(ab)=adb+bda\ \forall a,b\in A}.
Естественно было бы и здесь ожидать, что для алгебры {\displaystyle A=C^{\infty }(M)} дифференциальные формы окажутся "обычными" дифференциальными формами на многообразии {\displaystyle M}, а джеты — "обычными" джетами, но это не так. Причиной тому является существование в алгебраических конструкциях невидимых элементов, то есть ненулевых элементов, которые, тем не менее, равны нулю в каждой точке многообразия {\displaystyle M}. Например, пусть {\displaystyle M=\mathbb {R} ^{1}}, дифференциальная форма {\displaystyle e^{x}dx-de^{x}\in \Lambda } отлична от нуля, но {\displaystyle (e^{x}dx-de^{x}){\big |}_{z}=0\ \forall z\in \mathbb {R} ^{1}}. Модули над {\displaystyle C^{\infty }(M)}, не содержащие невидимых элементов, называют геометрическими. Для любого {\displaystyle C^{\infty }(M)}-модуля {\displaystyle S} множество всех невидимых элементов образует подмодуль, фактор по которому является геометрическим модулем и обозначается {\displaystyle G(S)}. Модули {\displaystyle G(\Lambda )} и {\displaystyle G({\mathcal {J}}^{n}(P))}, где {\displaystyle P} — геометрический модуль, будут представляющими объектами для функторов {\displaystyle \mathrm {D} } и {\displaystyle \mathrm {Diff} _{n}(P,\quad )} в категории геометрических модулей над {\displaystyle A=C^{\infty }(M)}. Они оказываются изоморфными модулю "обычных" дифференциальных форм и модулю "обычных" джетов соответственно.

## Градуированные алгебры
Эта теория легко переносятся на случай градуированных алгебр (в старой терминологии  — супералгебр), где, в частности, дает новый взгляд на такие конструкции, как интегральные формы и интеграл Березина.

## Приложения
Тот факт, что дифференциальное исчисление является разделом коммутативной алгебры, интересен сам по себе и тесно связан с одним из важнейших физических понятий --- понятием наблюдаемой. Инвариантные алгебраические конструкции позволяют работать там, где классический координатный подход слишком громоздок, или вообще невозможен, например в случае многообразий с особенностями или бесконечномерных. Они используются в гамильтоновой и лагранжевой механике, теории законов сохранения, вторичном исчислении, не говоря уже об алгебраической и дифференциальной геометрии.

## Историческая справка
Определение ДО в категории модулей над коммутативными алгебрами появилось, независимо друг от друга, в работах П. Габриеля, С. Судзуки и А. М. Виноградова. Однако всю важность алгебраического подхода к ДО, видимо, осознал только А. М. Виноградов и основной вклад в развитие этой теории внесен им и его учениками.